# Acalolepta strandi
Acalolepta strandi là một loài bọ cánh cứng trong họ Cerambycidae.